# Cal·ló d'Elis
Cal·ló d'Elis (grec antic: Κάλλων, llatí: Callon) fou un escultor nascut a Elis que va fer una estàtua d'Hermes a Olímpia i també un cor de 35 nois messenis amb el seu director, el flautista, que havien mort en el seu pas de l'estret de Messana a Règion, segons que explica Pausànies. Tot el grup va ser dedicat pels messenis a Olímpia, on ho va veure Pausànies. Cal·ló devia viure abans del 436 aC.